# Siegfried Abeles
Siegfried Abeles (geboren 15. Jänner 1884 in Wien, Österreich-Ungarn; gestorben 1. Juli 1937 in Wien) war ein österreichischer Pädagoge und Schriftsteller.

## Leben
Von Siegfried Abeles biografischen Daten sind nur wenige überliefert, er wuchs in Nikolsburg auf, eine Verwandtschaft zu dem 1879 ebendort geborenen Otto Abeles ist denkbar. Abeles arbeitete als Pädagoge. Während des Ersten Weltkriegs arbeitete er bei der jüdischen Kriegsblindenfürsorge und befasste sich mit der Blindenschrift für die jiddische und die hebräische Sprache. In der Österreichischen Republik war er als Inspektor der Kindergärten und Heimstätten des Vereins der Jüdischen Kinderfreunde pädagogisch tätig.
Er war mit Sabine Abeles verheiratet. Sein 1923 geborener Sohn Norbert wurde 1938 mit einem Kindertransport nach England gerettet und dort zunächst in der Whittingehame Farm School untergebracht, Sabine Abeles wurde 1943 nach Minsk deportiert und Opfer des Holocaust. Als Abeles 1937 im Alter von nur 53 Jahren starb, war er gemäß dem veröffentlichten Nachruf bei der Wiener israelitischen Gemeinde in der Flüchtlingshilfe für die Weiterreise der aus dem Deutschen Reich Geflüchteten zuständig. Nach Angaben seines Sohnes Norbert beging er im Juni 1937 aus Geldmangel mit einem Sprung in den Donaukanal Selbstmord.
Abeles publizierte zu pädagogischen Fragen in der zionistischen Wiener Morgenzeitung, in Die Wahrheit und im Jüdischen Nationalkalender. Er gestaltete ab 1923 unter dem Pseudonym „Onkel Ben Nathan“ die Kinderseite im
Menorah, Jüdisches Familienblatt für Wissenschaft, Kunst und Literatur. Diese Zeitschrift wurde 1932 eingestellt. Abeles nahm an einem Preisausschreiben teil, mit dem eine jüdische Kinderliteratur gefördert werden sollte. Seine Kunstmärchen erhielten im März 1921 den ausgelobten Preis des Kulturamts des jüdischen Hochschulausschusses Wien. Abeles nahm die drei eingereichten Märchen in den Band Tams Reise auf, den er 1922 veröffentlichte. Mit diesem und zwei weiteren Büchern trug er dazu bei, jüdische Kindermärchen als literarische Gattung zu etablieren, was vor 1900 unter den deutschsprachigen Juden noch heftig abgelehnt worden war.

## Werke
- Tams Reise durch die jüdische Märchenwelt. Fünfundzwanzig Kindermärchen nach jüdisch-volkstümlichen Motiven. Illustrationen F. V. Kosak. J. B. Brandeis, Breslau 1922.
- Das lustige Buch fürs jüdische Kind. Buchdecke und Illustrationen Willy Braun. J. E. Brandeis, Breslau 1926.
- Durch Welt und Zeit. Jüdisches Jugendbuch. Illustrationen Henny Friedek. J. B. Brandeis, Breslau 1930.
- Benjamin. Zeitung für das jüdische Kind . Siegfried Abeles, Wien 1933.
- Tams Reise durch die jüdische Märchenwelt:  Fünfundzwanzig Kindermärchen nach jüdisch-volkstümlichen Motiven. Neuedition mit sämtlichen Illustrationen und Vignetten des Malers F. Victor Kosak, digital restauriert von Amichai Green. (= Historische Kinder- und Jugendbücher jüdisch-deutschsprachiger Autorinnen und Autoren, Bd. 2.) Gans Verlag, Berlin 2022, ISBN 978-3-946392-18-7.